# Bautalo
Bautalo ist eine osttimoresische Aldeia im Suco Lissadila (Verwaltungsamt Loes, Gemeinde Liquiçá). 2015 lebten in der Aldeia 763 Menschen.

## Geographie
Bautalo liegt im Nordwesten des Sucos Lissadila. Südwestlich befindet sich die Aldeia Glai und südöstlich die Aldeias Darulema, Nunulisa und Cai-Cassa. Im Norden grenzt Bautalo an den Suco Maubaralissa. Eine Piste führt entlang eines Höhenzugs, an der im Süden der Hauptort Bautalo und auch die meisten anderen kleinen Häusergruppen der Aldeia liegen.

## Politik
2023 wurde Alcino Manuel Lobo zum Chefe de Aldeia gewählt.